# Мікроконтинент Ян-Маєн

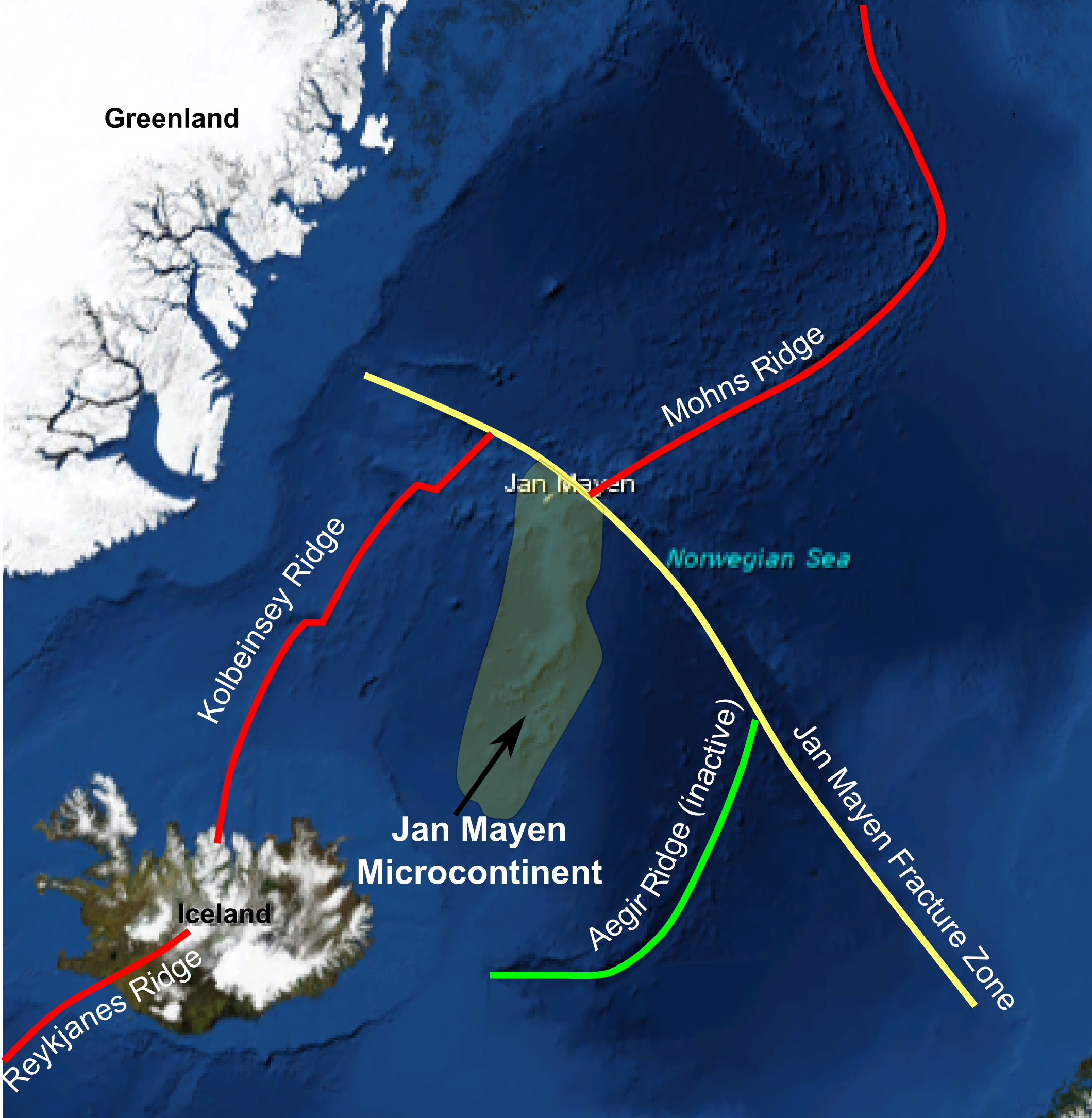
Розташування мікроконтиненту Ян-Маєн січня між активним хребтом Колбейнсей, неактивним хребтом Егір і зоною руйнування Ян-Маєн

Мікроконтинент Ян-Маєн — фрагмент континентальної кори в океанічній частині на заході Євразійської плити, розташований на північний схід від Ісландії. На початку розокремлення Гренландської і Євразійської плити 55 мільйонів років тому, мікроконтинент Ян-Маєн був частиною східної окраїни Гренландської плити. Розвиток нового спредингового центру від хребта Рейк'янес відокремив цей мікроконтинент від Гренландської плити. За короткий період він утворює мікроплиту, до того як хребет Егір став неактивним, після чого він стає частиною Євразійської плити. Острів Ян-Маєн набагато молодше цих подій, формується з вулканічних порід, розтошований в північній частині мікроконтиненту.
Мікроконтинент поширюється близько на 500 км на південь від зони розлому Ян-Маєн і має до 160 км в ширину
З початку існування і до сьогодення мікроконтинент Ян-Маєн є частиною пасивної окраїни .
Наприкінці еоцену, новий спрединговий центр почав поширюватися на північний схід від хребта Рейк'янес, утворюючи хребет Колбейнсей. У період, коли обидва хребти Колбейнсей і Егір були активні, мікроконтинент зазнав обертання 30 ° -50 ° проти годинникової стрілки. Це було викликано північно-східним напрямком поширення хребта Колбейнсей, з одночасним зниженням швидкості розповсюдження в південно-західному краю хребта Егір. Альтернативна модель передбачає не обертання, але розвиток декількох короткотривалих зон розлому, що проходили через мікроконтинент.
Хребет Колбейнсей досягши зони розлому Ян-Майєн став пов'язаний з хребтом Мона, (пізній олігоцен — ранній міоцен). Наразі розвиток хребта Егір припинився і мікроконтинент став частиною Євразійської плити. Північна частина мікроконтиненту постраждала через відновлення розвитку зони розлому Ян-Маєн. Утворення вулканічного острову Ян-Маєн  в плейстоцені, можливо пов'язано з гарячою точкою Ян-Маєн, що є трійником на краю хребта Мона.